# Neoitamus castneipennis
Neoitamus castneipennis är en tvåvingeart som beskrevs av Motozi Tagawa 1981. Neoitamus castneipennis ingår i släktet Neoitamus och familjen rovflugor. Inga underarter finns listade i Catalogue of Life.